# Gaélico canadiense
El gaélico de Canadá o gaélico canadiense (en gaélico de Canadá:  Gàidhlig Chanada, A' Ghàidhlig Chanadach o Gàidhlig Cheap Bhreatainn, conocido localmente en inglés como gaèlic) es una mezcla de dialectos llegada desde Escocia hablado desde hace más de 200 años en algunas zonas de Canadá, especialmente en la isla del Cabo Bretón, Nueva Escocia y en la isla del Príncipe Eduardo. Aún quedan pequeños grupos de hablantes en Ontario y en Nuevo Brunswick.
El gaélico canadiense no debe ser confundido con el irlandés de Terranova, aunque sean semejantes. En la mejor época del irlandés de Terranova, hacia la mitad del siglo XIX, se convirtió en la tercera lengua de Canadá más hablada, después del inglés y del francés, sin embargo, hoy en día el irlandés de Terranova está casi perdido. Últimamente, se han realizado esfuerzos de recuperar el idioma.